# Grammis 2021
Der schwedische Musikpreis Grammis 2021 wurde am 3. Juni 2021 im Södra Teatern in Stockholm verliehen. Es handelte sich um die 38. Verleihung des  wichtigsten schwedischen Musikpreises. Insgesamt wurde der Preis in 23 Kategorien verliehen. Wegen der COVID-19-Pandemie in Schweden war das Publikum kleiner als sonst und die Tische waren weiter auseinander. Durch den Abend führten als Moderatoren Amie Bramme Sey und Johanna Nordström. Übertragen wurde die Sendung auf TV4 Play sowie Sjuan.
Viktor Leksell nahm mit drei Grammis die meisten Preise entgegen. Die Auszeichnung von Rapper Yasin in der Kategorie „Hip-Hop-Album des Jahres“ dagegen sorgte für Unverständnis und Wut. Der Rapper soll versucht haben, seinen Konkurrenten  Einár zu entführen. Dafür wurde er zu 10 Monaten Haft verurteilt, zum Zeitpunkt der Veranstaltung befand er sich in Untersuchungshaft. Stattdessen nahm den Preis sein Manager entgegen. Nominiert als Newcomer des Jahres war der Drahtzieher der Entführung, der Rappe Haval. Die International Federation of the Phonographic Industry von Schweden distanzierte sich von den Straftaten, stand aber sowohl zur Nominierung als auch zur Verleihung.

## Gewinner und Nominierte
Die Gewinner sind fett markiert und vorangestellt.
| Album des Jahres | Alternative-Pop-Album des Jahres |
| --- | --- |
| - Victor Leksell – Fånga mig när jag faller - Ana Diaz – Tröst och vatten - Ane Brun – After the Great Storm - Hov1 – Montague - Yasin – 98.01.11 | - Ane Brun – After the Great Storm - Alice Boman – Dream On - El Perro del Mar – Free Land - Léon – Apart - Little Dragon – New Me, Same Us |
| Künstler des Jahres | Kindermusikalbum des Jahres |
| - Victor Leksell - Miriam Bryant - Miss Li - Newkid - Yasin | - Britta Persson – Folk – dikt och toner om personer - Ensemble Yria – Virvel och Vinda - Karl-Petters Orkester – Jag har blivit farbror - Longkalsong – Upptäckarklubben - Micaela Gustafsson – Småpunk – Musiken från trotspodden, Barnradio Sveriges Radio                                           |
| Tanzmusik des Jahres | Elektro/Tanzmusik des Jahres |
| - Martinez – Bubbelgum - Barbados – Vi - Casanovas – Mota olle i grind - Larz-Kristerz – Lättare sagt än gjort - Streaplers – En gång till | - Off the Meds – Off the Meds - Axel Boman – Eyes of My Mind - Bella Boo – Let's Go Out - Rebecca & Fiona – Fet House Mode, Another World, Heart Skips a Beat, People Getting Mad - Studio Barnhus, Axel Boman, Kornél Kovács, Pedrodollar – 10                                                         |
| Folk-/Volksmusik-Album des Jahres | Hip-Hop-Album des Jahres |
| - Lena Jonsson Trio – Stories from the Outside - Garmarna – Förbundet - Northern Resonance – Northern Resonance - Thommy Wahlström – Låtar på sopransaxofon - Ånon Egeland & Mikael Marin – Farvel, farvel | - Yasin – 98.01.11 - Bennett – Och du heter? - Guleed – Lucky 20 - Jireel – Sex känslor - Zacke – Pengar. Frihet. Zakaria Jamal. |
| Hardrock-/Metal-Album des Jahres | Jazzalbum des Jahres |
| - Dark Tranquillity – Moment - Hällas – Conundrum - Lucifer – Lucifer III - Necrophobic – Dawn of the Dawned - Vampire – Rex | - Amanda Ginsburg – I det lilla händer det mesta - Ellen Andersson – You Should Have Told Me - Hederosgruppen – Storstrejk - Jari Haapalainen Trio – Fusion Forever - Rymden – Space Sailors |
| Klassikalbum des Jahres | Komponist des Jahres |
| - Jacob Kellermann & Christian Karlsen – Rodrigo, Harden & Coll: Guitar Works - Cecilia Zilliacus & Bengt Forsberg – Swedish Violin Treasures - Herbert Blomstedt/Gewandhausorchester Leipzig – Brahms Symphony No. 1 - Martin Fröst & Concerto Köln – Vivaldi - Orfeus Barock Stockholm, Johannes Rostamo, Cello & Luca Guglielmi, Cembalo – J.S. Bach & C.P.E. Bach: Works | - Ane Brun - Ana Diaz - Jonnali "Noonie Bao" Parmenius - Ludwig Göransson - Victor Thell |
| Lied des Jahres | Musikvideo des Jahres |
| - Victor Leksell – Svag - Dree Low & Owen – Dip Dip - Greekazo & Dree Low – "Ice Cream" - Kygo, Avicii & Sandro Cavazza – Forever Yours - Miss Li – Komplicerad | - Vedran Rupic für Salvatore Ganacci & Sébastien Tellier – Boycycle - Andreas Almkvist für Rebecca & Fiona – Fet House Mode - Filip Nilsson für Major Lazer & Marcus Mumford – Lay Your Head on Me - Nim Kyoung Ran für Daniela Rathana – Ansikte - Simon Gullström für Theophilia – Let There Be Light |
| Newcomer des Jahres | Popalbum des Jahres |
| - Mona Masrour - Daniela Rathana - Haval - Klara Keller - Myra Granberg | - Ana Diaz – Tröst och vatten - Estraden – Mellan hägg och syrén - Myra Granberg – Bara hälften kvar - Newkid – Mount Jhun - Victor Leksell – Fånga mig när jag faller |
| Musikproduzent des Jahres | Rockalbum des Jahres |
| - Oscar Holter & Martin Sandberg - Amr Badr - Fanny Hultman - Manny Flaco - Myra Granberg | - Hurula – Jehova - Florence Valentin – Det var en gång - Håkan Hellström – Rampljus - Johnossi – Torch // Flame - Thåström – Klockan 2 på natten, öppet fönster...(Live) |
| Soul-/R&B-Künstler des Jahres | Songwriter des Jahres |
| - Zikai – Make You Mine - Cherrie – Ingen annan än du, Maria und 123 - Jána – Flowerworks samt green - Mona Masrour – Påminner mig, Får aldrig nog, Exclusive und Easy - Nápoles – Slowin It | - Ana Diaz – Tröst och vatten - Guleed – Lucky 20 - Håkan Hellström – Rampljus - Mona Masrour – Påminner mig, Får aldrig nog, Exclusive und Easy - Yasin Mahamoud – 98.01.11 und More to Life |
| Singer-Songwriter-Album des Jahres | Ehrenpreis |
| - Iiris Viljanen – Den lilla havsfrun - Ane Brun – How Beauty Holds the Hand of Sorrow - Christian Kjellvander – About Love And Loving Again - Mando Diao – I solnedgången - Tomas Andersson Wij – Högre än händerna når Malmsten | - Eva Dahlgren |
| Sonderpreis | |
| Per Sindig-Larsen | |